# Дэбуб-Кэй-Бахри
Дэбуб-Кэй-Бахри (или Южная красноморская, тигринья ዞባ ደቡባዊ ቀይሕ ባሕሪ, англ. Debubawi Keyih Bahri, араб. منطقة البحر الأحمر الجنوب‎) — одна из шести провинций Эритреи. Административный центр — город и морской порт Асэб. Территория составляет приблизительно 27 600 км².
Эти земли считаются одним из самых негостеприимных мест на Земле, за исключением побережья.

## География
Находится вдоль южной части Красного моря. Граничит с провинцией Сэмиэн-Кэй-Бахри. Провинция простирается на протяжении более 500 км вдоль побережья Красного моря, но в ширину составляет лишь около 50 км. Самая высокая точка провинции — гора Рамлу (Mount Ramlu; 2248 метров). Её территория является частью Данакильской пустыни.

## Населённые пункты
Основные города — Асэб, Бейлуль, Рэхайта, Тийо (T’i’o).

## Административное деление
Состоит из трёх районов:
- Ареета
- Центральная Денкаля
- Южная Денкаля